# La Courte Échelle
Pour l’article homonyme, voir La Courte Échelle (émission de télévision).
La courte échelle est une maison d'édition québécoise fondée en 1978. Elle est surtout connue pour la publication de littérature jeunesse. Elle fait partie du Groupe d’édition La courte échelle qui réunit au total quatre divisions : La courte échelle, La mèche, Parfum d’encre et À l’étage,.

## Historique
Fondée en 1978 par Bertrand Gauthier, La courte échelle possède un fonds de plus de 700 titres actifs et a vendu près de 10 millions de livres. Cette maison d'édition est la première au Québec à se spécialiser en littérature jeunesse . Peu après son arrivée sur la scène de la littérature, La courte échelle s’est positionnée comme un leader de la littérature jeunesse francophone dans le monde.
À ses débuts, La courte échelle publiait des livres pour les trois à six ans, puis, pour « grandir » avec son public, elle a commencé à publier des romans pour la jeunesse . En 1995, La courte échelle a ouvert une collection adulte, sans toutefois perdre de vue sa vocation première.
Aujourd’hui, la génération qui a commencé à lire à la fin des années 1970 avec La courte échelle fait découvrir à ses enfants les publications de la maison jeunesse québécoise. La courte échelle promeut des auteurs d’ici et les accompagne dans leur démarche de création, et s’assure que leurs œuvres soient diffusées au plus large public possible.
La courte échelle est reconnue internationalement puisqu'elle a gagné des prix et plusieurs de ses titres ont été traduits. En effet, plus de 300 titres ont été traduits, dont plusieurs en 7 ou 8 langues. Les livres de La courte échelle se retrouvent dans le monde entier, en 20 langues.
En 1995, la maison d'édition lance sa première collection pour adultes et publie de trois à quatre livres par année dans cette collection.
La courte échelle a également produit Les Aventures de la courte échelle, une série de 26 émissions de télévision de 30 minutes produites pour Télé-Québec et la Télévision de Radio-Canada. Les droits en France ont été vendus à Disney Channel.
Le 9 octobre 2014, La courte échelle déclare faillite, une annonce qui surprend surprend le milieu littéraire. Le 5 décembre 2014, La courte échelle amorce un nouveau tournant puisqu'elle est rachetée par Mariève Talbot et Raymond Talbot. La courte échelle est intégrée dans le Groupe d’édition La courte échelle qui réunit au total quatre divisions : La courte échelle, destinée à un public jeunesse; les éditions La mèche, un laboratoire créatif; Parfum d’encre, spécialisé en livres pratiques, et À l’étage, qui accueille le catalogue adulte de La courte échelle.

## Exemples d'œuvres publiées à La courte échelle
- Un fantôme dans le miroir de Marie-Francine Hébert
- Le Trésor de mon père de Marie-Danielle Croteau
- Un monstre dans les céréales de Marie-Francine Hébert
- Sauvez ma Babouche ! de Gilles Gauthier
- La Revanche d’Ani Croche de Bertrand Gauthier
- Sophie part en voyage de Louise Leblanc
- La Ville engloutie de Sonia Sarfati
- La Jeune Fille venue du froid de Sylvie Desrosiers
- Babouche est jalouse de Gilles Gauthier
- Le Redoutable Marcus la Puce de Gilles Gauthier
- Le Voyage dans le temps de Denis Côté
- Le Corbeau de Chrystine Brouillet
- Les Yeux d’émeraude de Denis Côté
- Mystères de Chine de Chrystine Brouillet
- Pas d’orchidées pour Miss Andréa! de Chrystine Brouillet
- Le Secret de l’anesthésiste d’Anne Bernard-Lenoir
- Le Destin des sorciers d’Anne Bernard-Lenoir
- Je suis un raton laveur de Julie Delporte
- L'appel des loups de Stanley Péan
- Une patate à vélo de Elise Gravel
- Notdog de Sylvie Desrosiers
- Ani Croche de Bertrand Gauthier
- Devant ma maison de Marianne Dubuc
- Mammouth rock de Eveline Payette et Guillaume Perreault
- Les vieux livres sont dangereux de François Gravel
- La pluie des autres, Daphné B.